# Дубоки Поток (језеро)
Дубоки Поток је вештачко језеро на територији општине Барајево. Удаљено је око 35 километара од Београда.

## Одлике
Акумулационо језеро Дубоки Поток је изграђено почетком деведесетих година прошлог века на истоименом потоку који је лева притока Барајевске реке, на само два километра од центра Барајева.
Изградњом земљане бране, висине 15 метара и дужине 145 метара, створена је акумулација површине 7,2 хектара, корисне запремине 170.000 метара кубних. Акумулација је изграђена у оквиру Водопривредне основе општине Барајево.
Намена акумулације је задржавање поплавног таласа и одбрана од поплава насеља, саобраћаја (пут, железница) и пољопривредних површина у сливу. Због интензивне изградње насеља Барајево, отпала је могућност лоцирања акумулације на главном току Барајевске реке,
па је решење нађено у изградњи мале бране и акумулације на притоци Дубоки Поток. Имајући у виду и чињеницу да се акумулација
налази у непосредној близини насеља, отвара се могућност за њено коришћење у сврху одмора и рекреације,
а тиме и побољшава основа за развој туризма.